# Eleanor Brandon
Lady Eleanor Brandon (1519 – 27 septembre 1547) est le troisième enfant et la deuxième fille de Charles Brandon, 1er duc de Suffolk et Marie Tudor, reine douairière de France. Elle est la plus jeune sœur de Lady Frances Brandon et une sœur aînée de Henry Brandon, 1er comte de Lincoln. Elle est aussi l'une des plus jeunes demi-sœur paternelle de Lady Anne Brandon et de Lady Marie Brandon (en) du second mariage de son père. Après la mort de sa mère, en 1533, son père se remarie à Catherine Willoughby et Eleanor devient demi-sœur de Henry Brandon (2e duc de Suffolk) (en) et de Charles Brandon (3e duc de Suffolk) (en).
Ses grands-parents paternels sont Sir William Brandon et Elizabeth Bruyn. Ses grands-parents maternels sont Henry VII d'Angleterre et son épouse reine Élisabeth d'York. Elle est donc la nièce d'Henri VIII.

## La comtesse de Cumberland
Lady Eleanor est une descendante des Tudor et, par conséquent, son mariage a des enjeux politiques. En mars 1533, un contrat de mariage est conclu entre Lady Eleanor et Henry Clifford (2e comte de Cumberland), le fils aîné et héritier de Henry Clifford (1er comte de Cumberland) et de Lady Margaret Percy. En prévision de l'arrivée de Eleanor, le comte de Cumberland construit deux tours et la grande galerie à l'intérieur de Skipton Castle. Eleanor se marie avec Clifford à Brandon house, Bridewell, en 1537; son oncle le roi Henry VIII est présent,,.
En janvier 1536, Eleanor est désignée comme le chef de la tête du cortège funèbre pour les funérailles de Catherine d'Aragon, première reine épouse de Henry VIII, à la Cathédrale de Peterborough.

## Descendance
Avec Henry Clifford :
- Lady Margaret Clifford (1540 - 28 septembre 1596); elle épouse Henry Stanley (4e comte de Derby).
- Henry Clifford; mort jeune.
- Charles Clifford; mort jeune.